# Mesó D
El mesó D és la partícula més lleugera que conté quarks c o quark encant. Sovint s'estudien per investigar les interaccions febles. Abans del 1986, els mesons D que també contenen un quark s o quark estrany (Ds) s'anomenaven "mesons F".

## Introducció
Els mesons D van ser descoberts el 1976 al detector Mark I a l'accelerador linear de Stanford (en anglès, Stanford Linear Accelerator, SLAC), un laboratori de la Universitat Stanford.
Com els mesons D són els mesons més lleugers que contenen un quark c (o el seu antiquark), quan decauen han de canviar aquest quark per un altre quark d'una altra família. Aquest decaïment involucra un canvi en el nombre quàntic de l'estranyesa i, per tant, només es pot produir mitjançant la interacció feble. En aquestes desintegracions, el quark encant generalment canvia a un quark estrany mitjançant l'intercanvi d'una partícula W i com a resultat, els mesons D decauen preferentment en un Kaó o en un pió.

## Llista de mesons D
| Nom de la partícula | Símbol de la partícula       | Símbol de la antipartícula          | Quarks de valència                               | Massa en repòs (MeV/c²) | I  | JPC | S  | C  | B' | Vida mitjana (s)    | Modes de decaïment més freqüents (> 5 %)                                                          |
| ------------------- | ---------------------------- | ----------------------------------- | ------------------------------------------------ | ----------------------- | -- | --- | -- | -- | -- | ------------------- | ------------------------------------------------------------------------------------------------- |
| Mesó D              | {\displaystyle D^{+}}        | {\displaystyle D^{-}}               | {\displaystyle c}{\displaystyle {\overline {d}}} | 1.869,62±0,20           | 12 | 0−  | 0  | +1 | 0  | (1,040±0,007)×10−12 | Modes de decaïment de {\displaystyle D^{+}}                                                       |
| Mesó D              | {\displaystyle D^{0}}        | {\displaystyle {\overline {D}}^{0}} | {\displaystyle c}{\displaystyle {\overline {u}}} | 1.864,84±0,17           | 12 | 0−  | 0  | +1 | 0  | (4,101±0,015)×10−13 | Modes de decaïment de {\displaystyle D^{0}}                                                       |
| Mesó D estrany      | {\displaystyle D_{s}^{+}}    | {\displaystyle D_{s}^{-}}           | {\displaystyle c}{\displaystyle {\overline {s}}} | 1.968,47±0,33           | 0  | 0−  | +1 | +1 | 0  | (5,00±0,07)×10−13   | Modes de decaïment de {\displaystyle D^{+}}                                                       |
| Mesó D excitat      | {\displaystyle D^{*+}}(2010) | {\displaystyle D^{*-}}(2010)        | {\displaystyle c}{\displaystyle {\overline {d}}} | 2.010,27±0,17           | 12 | 1−  | 0  | +1 | 0  | (6,9±1,9)×10−21[a]  | {\displaystyle D^{0}} + {\displaystyle \pi ^{+}} {\displaystyle D^{+}} + {\displaystyle \pi ^{0}} |
| Mesó D excitat      | {\displaystyle D^{*0}}(2007) | {\displaystyle D^{*0}}(2007)        | {\displaystyle c}{\displaystyle {\overline {u}}} | 2.006,97±0,19           | 12 | 1−  | 0  | +1 | 0  | >3,1×10−22[a]       | {\displaystyle D^{0}} + {\displaystyle \pi ^{0}} {\displaystyle D^{0}} + {\displaystyle \gamma }  |

[a] ^  El grup PDG reporta les amplades de les ressonàncies (Γ). Aquí se’n mostra la seva conversió τ = ħΓ.

## Exemples de decaïment
{\displaystyle D^{0}\,\to K^{-}+\pi ^{+}}
{\displaystyle D^{0}\,\to K^{-}+\pi ^{+}+\pi ^{0}}
{\displaystyle D^{0}\,\to K^{-}+\pi ^{+}+\pi ^{+}+\pi ^{-}}
{\displaystyle D^{0}\,\to K^{-}+\mu ^{+}+\nu _{\mu }}
{\displaystyle D^{0}\,\to K^{-}+K^{+}}
{\displaystyle D^{0}\,\to \pi ^{-}+\pi ^{+}}
{\displaystyle D^{+}\,\to K^{-}+\pi ^{+}+\pi ^{+}}
{\displaystyle D^{+}\,\to K^{-}+\mu ^{+}+\pi ^{+}+\nu _{\mu }}
{\displaystyle D_{s}^{+}\to K^{-}+\pi ^{+}+K^{+}}